# Карасево (Удмуртия)
 Кара́сево  — деревня в Глазовском районе Удмуртии в составе сельского поселения Кожильское.

## География
Находится на расстоянии примерно 11 км на запад по прямой от центра района города Глазов.

## История
Известна с 1719 года как деревня Ядгурец, в 1722 8 дворов, в 1764 67 жителей. В 1873 году здесь (село Ядгурецкое или Едгурецкое, Карасево или Карась-гурт) дворов 24 и жителей 256, в 1905 (Ядгурецкое или Карасево) 52 и 492, в 1924 (Карасево или Ядгурецкое) 63 и 460 (примерно 85 % удмурты). С 1932 года деревня. С 1852 года действовала деревянная Дмитриевская церковь, с 1861 каменная Троицкая церковь (в 1940 году снесена).

## Население
Постоянное население составляло 67 человек (удмурты 90 %) в 2002 году, 58 в 2012.